# Єсьонка (Новодворський повіт)
Єсьонка (пол. Jesionka) — село в Польщі, у гміні Чоснув Новодворського повіту Мазовецького воєводства.
Населення — 191 особа (2011).
У 1975-1998 роках село належало до Варшавського воєводства.

## Демографія
Демографічна структура станом на 31 березня 2011 року:
|          | Загалом | Допрацездатний вік | Працездатний вік | Постпрацездатний вік |
| -------- | ------- | ------------------ | ---------------- | -------------------- |
| Чоловіки | 93      | 22                 | 63               | 8                    |
| Жінки    | 98      | 23                 | 58               | 17                   |
| Разом    | 191     | 45                 | 121              | 25                   |